# 图玉
| V13 | w | i | w |

| V13 | w | i | w |

图玉（Thuya, tjuyu或 thuyu）是古埃及第十八王朝的贵妇，她是泰伊王后的母亲，她也是埃赫那吞的外婆，图坦卡蒙的曾祖母。

## 生平

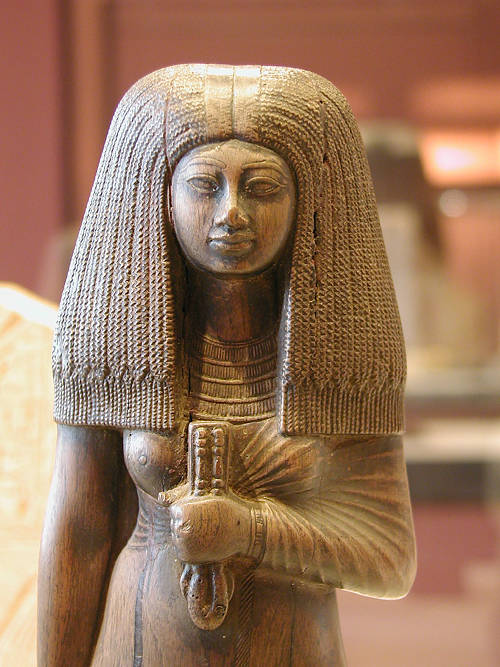
图玉雕,现藏巴黎卢浮宫

图玉出生于约公元前1325年左右，她的家乡或许是底比斯，考古学家相信图玉是雅赫摩斯-纳菲尔泰丽的后裔，其父母不详，她是哈托尔女神的歌手，敏神与阿蒙神庙的表演者。她与大臣尤亚结婚，并育有三个孩子，她于公元前1375年过世，享年50岁。

## 家庭
图玉的家庭背景有待考察，其父母不详，有考古学家相信他是雅赫摩斯-纳菲尔泰丽的后代，她与来自艾赫米姆的大臣尤亚结婚，并育有三个孩子，分别是:
- 泰伊王后，古埃及著名的"'平民王后"'，阿蒙霍特普三世的大王后，其木乃伊于2010年证实，现藏开罗博物馆。
- 安恩，古埃及大臣兼大祭师，其一尊雕像现藏都灵埃及博物馆
- 阿伊，古埃及法老，他是否是图玉与尤亚的孩子还有待证实，可以肯定的是，他与尤亚都来自艾赫米姆

图玉也是埃赫那吞的外婆，图坦卡蒙，斯蒙卡拉，梅莉塔吞，梅珂塔吞，安克姗海娜曼，妮斐妮斐鲁丽，妮斐妮斐鲁丽-塔斯荷瑞，赛特潘拉的外曾祖母。她可能还有一个小姑，穆特姆维娅，她是图特摩斯四世的侧妃，也有可能是尤亚的妹妹。

## 埋葬

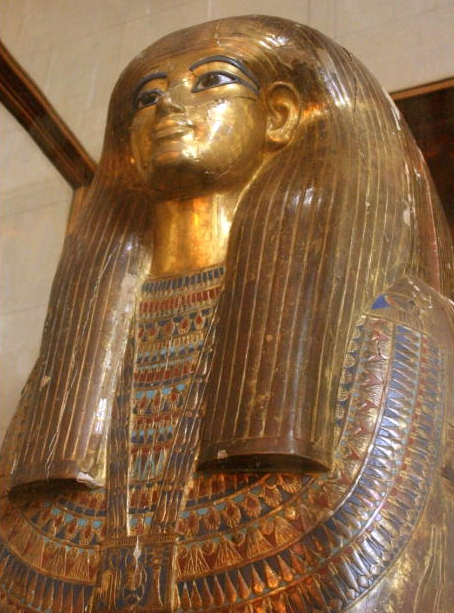
图玉的内层棺,现藏开罗博物馆

她与丈夫尤亚埋葬于帝王谷KV46号墓，于1905年被James Quibell发现，在曾孙图坦卡蒙墓(KV62)于1922年发现前，她的陵墓算是帝王谷最完整的陵墓，或许曾被盗过三次。她与丈夫的木乃伊保存良好，她与丈夫的陪葬品与木乃伊现藏开罗博物馆。